# 뮤직 재팬
《뮤직 재팬》(MUSIC JAPAN)은 일본의 NHK에서 제작·방영하는 음악 토크 프로그램이다. 줄여서 MJ라고 불리기도 한다. 2007년 3월 16일까지 14년에 걸쳐 방송된 《팝잼》 (POP JAM)에 이어서 J-pop 음악가들의 라이브 공연을 중심으로 구성되어 있다. 2016년 4월 프로그램
개편으로 인해 NHK 음악 콘서트, 뮤직 재팬이 '우타콘'으로 통합되면서 폐지되었다.

## 진행자

### 네비게이터
- 퍼퓸 (2009년 4월 ~ 2016년 4월 )
- 아오이 미노루 (2010년 4월 ~ 2016년 4월)

### 나레이션
- 미즈키 나나(2009년 4월 ~ 2016년 4월)

## 출연 게스트
- 2007년 9월 22일 : 동방신기
- 2007년 12월 7일 : 아라가키 유이
- 2008년 7월 10일 : SS501
- 2008년 9월 25일 : 다이고(BREAKERZ) vs 모닝구무스메
- 2008년 11월 30일 : 동방신기
- 2009년 3월 5일 : 오노 사토시
- 2009년 4월 19일 : 타마키 군
- 2010년 4월 4일 : 오오츠카 아이
- 2010년 5월 23일 : FTIsland
- 2010년 6월 6일 : 시아준수
- 2010년 11월 14일 : 카라
- 2010년 11월 12일 : KAT-TUN
- 2011년 8월 28일 : 2PM
- 2011년 12월 4일 : KAT-TUN
- 2011년 12월 11일 : 2PM
- 2012년 6월 10일 : 2PM
- 2012년 9월 16일 : KAT-TUN
- 2013년 2월 10일 : 2PM
- 2013년 7월 25일 : 준호
- 2013년 10월 24일 : 2PM
- 2013년 2월 16일 : KAT-TUN
- 2013년 5월 16일 : KAT-TUN
- 2014년 1월 30일 : 2PM
- 2014년 7월 14일 : 준호
- 2014년 9월 22일 : 2PM
- 2015년 2월 2일 : 2PM
- 2015년 7월 20일 : 준호
- 2015년 10월 19일 : 2PM
- 2015년 11월 30일 : BEAST

## 방송 시간
- 2007년 4월 6일부터 2008년 3월 29일까지 (매주 금요일 오전 12시 40분 ~ 1시 10분)
- 2008년 4월 3일부터 2009년 3월 19일까지 (매주 목요일 오전 12시 10분 ~ 12시 40분)
- 2009년 4월 5일부터 2010년 3월 28일까지 (매주 일요일 오후 11시 30분 ~ 12시)
- 2010년 4월 4일부터 2013년 3월 24일까지 (매주 일요일 오후 6시 10분 ~ 6시 40분)
- 2013년 4월 4일부터 (매주 목요일  오후 10시 55분 ~ 11시 19분)

## 같이 보기
- 홍백가합전
- J-pop